# Samuel Mills Tracy
Samuel Mills Tracy ( * 1847 - 1920 ) fue un botánico, micólogo, agrónomo, agrostólogo estadounidense. Entre 1887 y 1897 fue director de la Estación Experimental de Agricultura de Misisipi", y en este último año, se desarrolló académicamente en el Ministerio de Agricultura de EE. UU.

## Algunas publicaciones

### Libros
- 1886. Catalogue of the phænogamous and vascular cryptogamous plants of Missouri. Ed. Tribune printing Co. 106 pp.
- 1894. Forage plants for the South. N.º 18 de USDA Farmer's bulletin. 30 pp.
- 1898. A report upon the forage plants and forage resources of the gulf states. N.º 15 de Bulletin (United States. Division of Agrostology). 55 pp.
- 1904. Some of our problems: by S.M. Tracy. 24 pp.
- bergen, joseph young, samuel mills Tracy. 1906. Elements of botany. Ed. Ginn & Co. 549 pp.
- 1907. Some important grasses and forage plants for the gulf coast region. Volumen 300 de USDA Farmers' Bulletin. 15 pp.
- 1915. Corn culture in the South. N.º 81 de Farmers' bulletin. USDA. 24 pp.
- 1918. Velvet Beans. N.º 962 de USDA Farmer's bulletin. 39 pp.
- 1922. Rhodes grass. N.º 1048 de Farmers' bulletin. USDA. 16 pp.
- Tracy, samuel mills, f. wilson Popenoe. 1925. El pasto Rhodes. Ed. Impr. del Gobierno. 12 pp.
- 2009. Report of an Investigation of the Grasses of the Arid Districts of Texas, New Mexico, Arizona, Nevada, and Utah, in 1887. Ed. General Books LLC. 58 pp. ISBN 1-4588-7007-3

## Honores
- 1909-1911: presidente de la "Louisiana Society National"

- La abreviatura «Tracy» se emplea para indicar a Samuel Mills Tracy como autoridad en la descripción y clasificación científica de los vegetales.[1]

- «Samuel Mills Tracy». Índice Internacional de Nombres de las Plantas (IPNI). Real Jardín Botánico de Kew, Herbario de la Universidad de Harvard y Herbario nacional Australiano (eds.).
- Wikispecies tiene un artículo sobre Samuel Mills Tracy.

- Datos: Q6118176
- Especies: Samuel Mills Tracy

1. ↑  Todos los géneros y especies descritos por este autor en IPNI.